# 巴陵大橋
24°40′54″N 121°22′46″E / 24.68167°N 121.37944°E
巴陵大橋，臺灣一座公路橋樑，位於臺7線（北橫公路）47公里處，跨越大漢溪上游，其政區轄屬桃園市復興區，為巴陵地區之新地標。「巴陵」是泰雅語，為「巨大神木」之意。

## 沿革

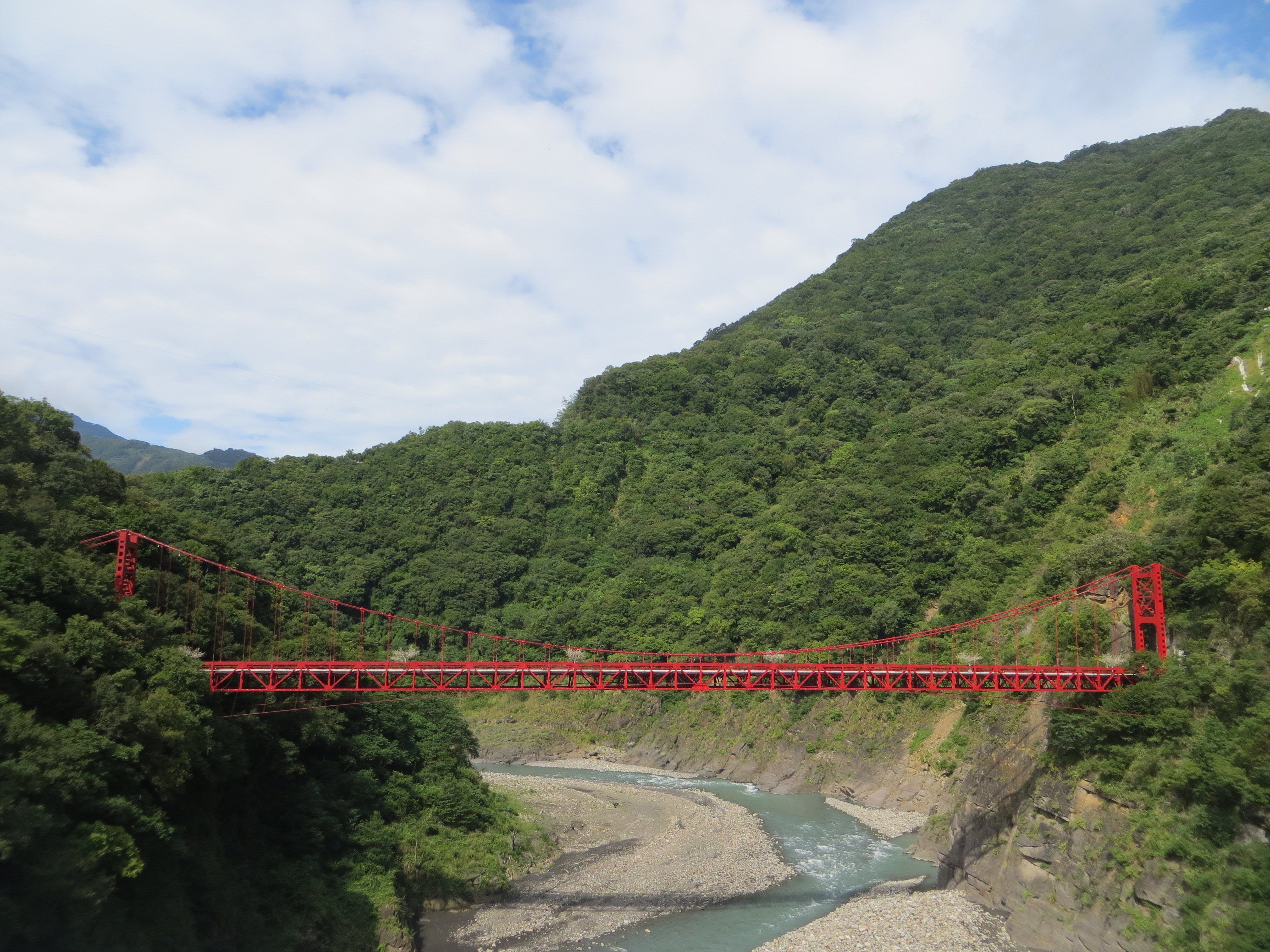
已停用的舊巴陵橋，現為人行步道

北橫公路的前身為日治時期的角板山三星警備道，1914年10月在巴陵建有「巴壟鐵線橋」（日文：バロン橋）。1960年代興建北橫時，拆除鐵線橋改建為「巴陵橋」，現今於北橫公路舊線巴陵一號隧道口左側保存了一支近10公尺高的「巴壟紀念柱」。
由於北橫公路（臺7線）通往角板山、拉拉山、棲蘭、明池，是臺灣北部重要觀光遊憩區，每逢假日交通量激增，原巴陵吊橋寬度僅4.5公尺，其前後銜接彎窄隧道，路幅不足容易造成塞車，每逢假日及水蜜桃盛產期間形成交通瓶頸，因此交通部公路總局在2001年計畫於巴陵吊橋下游興建巴陵大橋，跨越大漢溪，藉以解決交通壅塞問題，設計及施工階段暫稱為「巴陵二橋」，施工接近完工階段正式命名為「巴陵大橋」。新巴陵大橋於2005年7月30日舉行通車典禮，完工後成為巴陵地區之新地標。

## 設計
巴陵大橋為中路式繫索鋼拱橋，橋身為桃紅色，代表復興區拉拉山名產「水蜜桃原鄉」之寓意，全長220公尺，主跨185公尺，拱高約37公尺，橋樑全寬11.5公尺、淨寬10.5公尺、車道寬7.5公尺，人行道每側寬1.5公尺，大漢溪河床面距離橋面約35公尺、距拱頂約52公尺。